# NGC 1417
NGC 1417 est une galaxie spirale intermédiaire située dans la constellation de l'Éridan. NGC 1417 a été découverte par l'astronome germano-britannique William Herschel en 1785.

## Caractéristiques
Sa vitesse par rapport au fond diffus cosmologique est de 3 988 ± 10 km/s, ce qui correspond à une distance de Hubble de 58,8 ± 4,1 Mpc (∼192 millions d'al).
À ce jour, 17 mesures non basées sur le décalage vers le rouge (redshift) donnent une distance de 45,629 ± 9,880 Mpc (∼149 millions d'al), ce qui est à l'intérieur des valeurs de la distance de Hubble. Notons cependant que c'est avec la valeur moyenne des mesures indépendantes, lorsqu'elles existent, que la base de données NASA/IPAC calcule le diamètre d'une galaxie et qu'en conséquence le diamètre de NGC 1417 pourrait être d'environ 47,1 kpc (∼154 000 al) si on utilisait la distance de Hubble pour le calculer.
La classe de luminosité de NGC 1417 est II et elle présente une large raie HI.

## Supernova
La supernova SN 2010it a été découverte dans NGC 1417 le 11 octobre 2010 dans le cadre du programme LOSS (Lick Observatory Supernova Search) de l'observatoire Lick. Cette supernova était de type Ia.

## Groupe de NGC 1417
NGC 1417, bien que ce ne soit ni la plus brillante ni la plus grosse, fait partie d'une groupe de galaxies qui porte son nom. Le groupe de NGC 1417 compte au moins 14 galaxies dont NGC 1358, NGC 1376, NGC 1418, NGC 1441, NGC 1449, NGC 1451 et NGC 1453.